# 聖羅薩 (科隆區)
聖羅薩（西班牙語：Santa Rosa），是巴拿馬的城鎮，位於該國中部，由科隆省的科隆區負責管轄，面積26.8平方公里，海拔高度3米，2010年人口987，人口密度每平方公里36.8人。